# Bernard Delmez
Bernard Delmez, est un footballeur belge né le 31 mai 1909 à Lierre (Belgique) et mort le 24 décembre 1982 dans la même ville,.
Il a été avant-centre dans l'équipe du Liersche SK à partir de 1930. Il est Champion de Belgique et meilleur buteur avec 26 buts en 1932. Lierse est encore deuxième du championnat en 1935.

## Palmarès
- International B
- Champion de Belgique en 1932 avec le K Lierse SK
- Vice-Champion de Belgique en 1935 avec le K Lierse SK
- Meilleur buteur du Championnat de Belgique en 1932 (26 buts)